# Fehértorkú mézevő
A fehértorkú mézevő (Melithreptus albogularis) a madarak osztályának a verébalakúak (Passeriformes) rendjébe, ezen belül a mézevőfélék (Meliphagidae) családjába tartozó faj.
A magyar név forrással nincs megerősítve.

## Rendszerezése
A fajt John Gould angol ornitológus írta le 1848-ban.

## Alfajai
- Melithreptus albogularis albogularis Gould, 1848
- Melithreptus albogularis inopinatus Schodde, 1989[2]

## Előfordulása
Ausztrália északi részén, valamint Új-Guinea déli részén, Indonézia és Pápua Új-Guinea területén honos. Természetes élőhelyei a szubtrópusi és trópusi síkvidéki esőerdők, lombhullató erdők, mangroveerdők és szavannák, valamint városi régiók. Állandó, nem vonuló faj.

## Megjelenése
Testhossza 11,5–14,5 centiméter, a hím testtömege 10–13 gramm, a tojóé 9–12,5 gramm.
|  |

## Életmódja
Gerinctelenekkel, főleg rovarokkal és pókokkal, valamint nektárral táplálkozik.

## Természetvédelmi helyzete
Az elterjedési területe rendkívül nagy, egyedszáma ugyan csökken, de még nem éri el a kritikus szintet. A Természetvédelmi Világszövetség Vörös listáján nem fenyegetett fajként szerepel.